# Za karę
Za karę – drugi singel z drugiej solowej płyty Justyny Steczkowskiej, wydany w 1998 roku.

## O piosence
Utwór napisali: Justyna Steczkowska (muzyka) oraz Grzegorz Ciechowski (słowa), ukrywający się pod pseudonimem Ewa Omernik. Na singlu znalazły się dwa remiksy piosenki. „Za karę” jest jednym z najbardziej rozpoznawalnych przebojów piosenkarki.

## Teledysk
Teledysk do piosenki ukazuje Justynę tańczącą w studiu Telewizji Polskiej w białej i czarnej sukience. Został nakręcony przez Jarosława Szodę i Bolesława Pawicę.

## Notowania
| Lista                              | Pozycja |
| ---------------------------------- | ------- |
| Lista Przebojów Programu Trzeciego | 18      |
| SLiP                               | 30      |